# Methanocalculus halotolerans
A Methanocalculus halotolerans egy metanogén Archaea faj. Az archeák – ősbaktériumok – egysejtű, sejtmag nélküli prokarióta szervezetek. Nemének típusfaja. Szabálytalan gömb alakú, hidrogenotróf élőlény.  Típustörzse: SEBR 4845T (= OCM 470T).

## Fordítás
- Ez a szócikk részben vagy egészben  a   Methanocalculus halotolerans című angol Wikipédia-szócikk fordításán alapul.  Az eredeti cikk szerkesztőit annak laptörténete sorolja fel. Ez a jelzés csupán a megfogalmazás eredetét és a szerzői jogokat jelzi, nem szolgál a cikkben szereplő információk forrásmegjelöléseként.